# Dobi-III
Il Dobi-III era un caccia monomotore ad ala alta sviluppato in Lituania negli anni venti, il terzo e l'ultimo aereo progettato dall'aviatore lituano Jurgis Dobkevičius.

## Storia
Il Dobi-III venne progettato e testato nel 1924. L'8 giugno 1926 si schiantò all'aeroporto di Kaunas uccidendo il suo progettista.